# Киспиканчи (провинция)
Киспиканчи (исп.  Quispicanchi Province, кечуа  Qispiqanchi pruwinsya) — одна из 13 провинций перуанского региона Куско. Площадь составляет 7565 км². Население — 82 173 человек; плотность населения — 10,86 чел/км². Столица — город Уркос.

## Административное деление
В административном отношении делится на 12 районов:
- Андауайлильяс
- Каманти
- Ккаруайо
- Ккатка
- Кусипата
- Уаро
- Лукре
- Маркапата
- Оконгате
- Оропеса
- Кикихана
- Уркос